# Drag the Waters
«Drag the Waters» — это песня американской метал-группы Pantera, выпущенная в 1996 году на их альбоме «The Great Southern Trendkill» и также выпущена как сингл. В песне группа обращается к теме борьбы с препятствиями и преодоления трудностей.
Появилась в сборнике 2003 года — The Best of Pantera: Far Beyond the Great Southern Cowboys' Vulgar Hits!.

## Тематика
В тексте можно уловить отсылки к негативным аспектам общества, таким как коррупция, лицемерие и разобщённость. Вместе с тем, песня призывает к силе воли и решимости в борьбе с этими проблемами, подчёркивая важность собственной независимости и способности к самосохранению.
Название песни «Drag the Waters» (букв. «тащить воду») может отсылать к образу борьбы, в которой приходится буквально тащить или преодолевать препятствия, несмотря на трудности.

Гитарист Pantera Даймбэг Даррелл сказал, что эта песня: 
«О том, как всю жизнь приходится иметь дело с людьми, о которых ты не можешь сказать, за что они на самом деле скалятся на тебя или каковы их мотивы на самом деле. Вам придется перетаскивать воду, чтобы добраться до дна и узнать правду.»Оригинальный текст (англ.)«is about a lifetime of dealing with people that you can't tell what they're really comin' at you for, or what their motives really are. You've got to drag the waters to get to the bottom and find out the truth.».

## Музыкальный клип
Музыкальное видео начинается с голоса говорящего: 
«В повседневной жизни есть нечто большее, чем кажется на первый взгляд. Чтобы достичь глубин истины, мы должны тащить воду»Оригинальный текст (англ.)«In everyday life, there is more than meets the eye. To reach the depths of truth, we must drag the waters.».
Эта песня — первый сингл с альбома и единственный, на который есть видеоклип. Режиссёром клипа выступил Даррелл.

## Оценки
Metal Hammer поставил «Drag the Waters» на 18-е место в своем списке 50 лучших песен Pantera.
Guitar World поставил «Drag the Waters» на 8-е место в рейтинге 25 величайших песен Pantera.